# Wiener AF
Le Wiener AF est un club de football autrichien fondé en 1910 et disparu en 2004, basé à Vienne.

## Palmarès
- Championnat d'Autriche (1) :
  - Champion : 1914
  - Vice-champion : 1913, 1915

- Coupe d'Autriche (1) :
  - Finaliste : 1922.